# Love Cat Life
『Love Cat Life』（ラブキャットライフ）は、2007年8月30日にインターチャネル・ホロンが発売したニンテンドーDS用のソフトウェアである。アメリカでは同年3月27日、ヨーロッパでは同年8月10日に発売された。